# Robert Maus
Robert Maus (* 9. Juni 1933 in Singen; † 7. Februar 2025) war ein baden-württembergischer Politiker der CDU. Er war von 1973 bis 1997 Landrat des Landkreises Konstanz und von 1972 bis 1996 Mitglied des Landtags von Baden-Württemberg.

## Ausbildung und Beruf
Nach dem Abitur 1953 studierte Robert Maus Rechtswissenschaft an den Universitäten Heidelberg, Bonn und Freiburg. 1957 legte er das Erste Staatsexamen und 1961 das Assessorexamen ab. 1962 wurde er zum Doktor der Rechte promoviert. Von 1961 bis 1969 arbeitete er im Justizdienst des Landes Baden-Württemberg als Notar, Richter und Staatsanwalt. In dieser Zeit war er auch abgeordnet zum Oberlandesgericht Karlsruhe und zum Generalbundesanwalt.

## Politische Tätigkeit
Robert Maus war Mitglied der CDU. Ab Januar 1970 war er Bürgermeister der Gemeinde Gottmadingen. Bei der Wahl zum sechsten Landtag von Baden-Württemberg am 23. April 1972 erhielt er das Direktmandat im Wahlkreis 57 (Singen), das er bis zum Ende der elften Wahlperiode 1996 behielt. Nachdem durch die Kreisreform Baden-Württemberg 1973 der Landkreis Konstanz erheblich, vor allem um einen Großteil der Gemeinden des bisherigen Landkreises Stockach, vergrößert worden war, wurde Maus zum Landrat des neuen Kreises gewählt. Er trat sein Amt im Oktober 1973 an und hatte es drei Wahlperioden lang bis 1997 inne. Sein Amt als Bürgermeister gab er nach seiner Wahl zum Landrat ab.
In der Amtszeit Lothar Späths als Ministerpräsident wurden Maus Chancen sowohl für das Justiz- als auch für das Innenministerium in der baden-württembergischen Landesregierung zugeschrieben. Ein Vorfall aus dem Jahr 1979 verhinderte nach Einschätzung von Journalisten seinen Eintritt in die Landesregierung: Maus besuchte am 21. Februar 1979, dem Schmotzigen Donnerstag in der Fastnacht, einen Ball in der Singener Handelsschule. Nach einer auf Maus gerichteten fastnachtlichen Schmährede durch SPD-Mitglied und Kreisrat Dietmar Johann verpasste Maus beim Verlassen der Veranstaltung dem Jungsozialisten Mike Kuhl zwei Ohrfeigen. Der Vorfall, der danach auf einer von Maus eigens dafür einberufenen Sondersitzung des Kreistages behandelt wurde, führte zu einer großen teilweise bundesweiten Presseberichterstattung.
Der Schwerpunkt seiner Landtagsarbeit lag in der Innen- und Rechtspolitik. Vorsitzender des Innenausschusses war er von 1979 bis 1996. Der Schwerpunkt seiner kommunalen Arbeit als Landrat lag in der Wirtschaftsförderung, im Ausbau der grenzüberschreitenden Zusammenarbeit in der Europaregion Euregio Bodensee und im Ausbau der Verkehrsinfrastruktur. Die grenzüberschreitende als Seehas bezeichnete S-Bahn in der Region wurde von ihm wesentlich gefördert.

## Sonstige Mitgliedschaften, Ämter und Ehrungen
Robert Maus war Mitglied in der Verbandsversammlung der Region Hochrhein-Bodensee und von 1993 bis 1997 Präsident des Landkreistages Baden-Württemberg. Außerdem war er Vorsitzender des Verwaltungsrats des Südwestfunks.
Von 2000 bis 2018 war Maus stellvertretender Richter am Staatsgerichtshof für das Land Baden-Württemberg. Weiterhin war er Vorsitzender des Holding-Aufsichtsrats der Excelsis Business Technology in Stuttgart.
Seit 1991 war er Ehrensenator der Universität Konstanz. Am 25. April 1998 wurde ihm die Verdienstmedaille des Landes Baden-Württemberg verliehen. Er war Träger der baden-württembergischen Landkreismedaille in Gold. Für seine Tätigkeit in verschiedenen Gremien der Sparkassenorganisation erhielt er am 21. Januar 2006 die Große Baden-Württembergische Sparkassenmedaille in Gold des Sparkassenverbands Baden-Württemberg verliehen.
Maus war von 1991 bis 2003 Präsident des Internationalen Bodenseerates, den er mitbegründete und dessen Ehrenmitglied er war.

## Familie und Privates
Robert Maus lebte in Gottmadingen und war römisch-katholisch. Er war verheiratet und Vater von drei Kindern.